# Fordoche
Fordoche es un pueblo ubicado en la parroquia de Pointe Coupee en el estado estadounidense de Luisiana. En el Censo de 2010 tenía una población de 928 habitantes y una densidad poblacional de 147,33 personas por km².

## Geografía
Fordoche se encuentra ubicado en las coordenadas 30°35′39″N 91°37′5″O / 30.59417, -91.61806. Según la Oficina del Censo de los Estados Unidos, Fordoche tiene una superficie total de 6.3 km², de la cual 6.3 km² corresponden a tierra firme y (0%) 0 km² es agua.

## Demografía
Según el censo de 2010, había 928 personas residiendo en Fordoche. La densidad de población era de 147,33 hab./km². De los 928 habitantes, Fordoche estaba compuesto por el 90.19% blancos, el 8.51% eran afroamericanos, el 0% eran amerindios, el 0.54% eran asiáticos, el 0% eran isleños del Pacífico, el 0.43% eran de otras razas y el 0.32% pertenecían a dos o más razas. Del total de la población el 0.32% eran hispanos o latinos de cualquier raza.